# Lumbrineris inflata
Lumbrineris inflata é uma espécie de anelídeo pertencente à família Lumbrineridae.
A autoridade científica da espécie é Moore, tendo sido descrita no ano de 1911.
Trata-se de uma espécie presente no território português, incluindo a sua zona económica exclusiva.